# ليو بوث
ليو بوث (بالإنجليزية: Lew Booth)‏ (28 فبراير 1912 في المملكة المتحدة - 1 يوليو 1984) هو لاعب كرة قدم بريطاني (وحمل سابقاً جنسية المملكة المتحدة لبريطانيا العظمى وأيرلندا) في مركز مهاجم داخلي. لعب مع سوانزي سيتي ونادي بانغور سيتي ونادي بريستول سيتي.